# تكية الحاج محمود نكويي
تكية الحاج محمود نكويي (بالفارسية: تکیه حاج محمود نکویی) هي تكية شيعية تاريخية تعود إلى القاجاريين والدولة البهلوية، وتقع في بروجرد.